# Synchlora irregularia
Synchlora irregularia är en fjärilsart som beskrevs av Barnes och Mcdunnough 1918. Synchlora irregularia ingår i släktet Synchlora och familjen mätare. Inga underarter finns listade i Catalogue of Life.